# Parafia św. Anny w Zakrzowie
Parafia świętej Anny w Zakrzowie – rzymskokatolicka parafia znajdująca się w archidiecezji krakowskiej, w dekanacie Kalwaria, w Polsce.